# 格林菲爾德鎮區 (愛荷華州瓊斯縣)
格林菲爾德鎮區（英語：Greenfield Township）是位於美國愛荷華州瓊斯縣的一個行政鎮區。

## 地方資料
根據2010年美國人口普查的數據，格林菲爾德鎮區的面積為93.57平方千米，當中陸地面積為93.57平方千米，而水域面積為0.00平方千米。當地共有人口653人，而人口密度為每平方千米6.98人。